# Casa Vanni
La Casa Vanni è un antico palazzetto di Pisa, situato tra Borgo Stretto e via Notari.

## Storia e descrizione
Con Palazzo Tobler rappresenta il più importante esempio della moda del XIV secolo, nell'edilizia residenziale, di decorare gli edifici con loggiati e finestre polifore.
In questo caso, sotto i portici tipici di Borgo Stretto, si apre un'elegante quadrifora trilobata e decorata da rilievi scultorei con soggetti vegetali e da piccole statue di puttini e di altri oggetti antropomorfi, disposte in vari punti della facciata. Probabilmente anche al secondo piano esisteva una quadrifora simile, della quale oggi rimangono solo alcune colonnine inglobate nella parete. Lo stemma al centro della facciata apparteneva alla Compagnia di Santa Bona.
Le decorazioni scultoree sono state attribuite al periodo tra la fine del XIII e l'inizio del XIV secolo.